# Рівняння Пелля
Рівняння Пелля — діофантове рівняння вигляду:
{\displaystyle x^{2}-ny^{2}=1,\,}
де {\displaystyle n} — додатне ціле число, що не є точним квадратом цілого числа. Рівняння Пелля є класом діофантових рівнянь другого степеня.
Доведено, що при кожному такому значенні {\displaystyle n} рівняння має задану нескінченну послідовність розв'язків. Одним із застосувань теорії рівняння Пелля є наближення ірраціонального числа {\displaystyle {\sqrt {n}}} раціональними з якомога меншою похибкою.

## Розв'язки
Рівняння Пелля для довільного n має пару тривіальних розв'язків {\displaystyle (\pm 1,0).}
У випадку коли n не є точним квадратом існує нескінченна кількість розв'язків.
Якщо {\displaystyle {\frac {p_{i}}{q_{i}}}} — наближені дроби розкладу {\displaystyle {\sqrt {n}}} у ланцюговий дріб з періодом k, то додатні розв'язки рівняння Пелля мають вигляд:
{\displaystyle x=p_{km-1},\quad y=q_{km-1}}
де m — будь-яке натуральне число таке, що km є парним.
Всі додатні розв'язки рівняння Пелля можна одержати з формули:
{\displaystyle x_{k}+y_{k}{\sqrt {n}}=(x_{1}+y_{1}{\sqrt {n}})^{k}.}
де k — будь-яке ціле, а (х1, у1) — розв'язок з найменшими додатними значеннями невідомих.
Еквівалентно розв'язки можна знайти із рекурентних співвідношень:
{\displaystyle x_{k+1}=x_{1}x_{k}+ny_{1}y_{k},\,}
{\displaystyle y_{k+1}=x_{1}y_{k}+y_{1}x_{k}.\,}

## Зв'язок з алгебраїчною теорією чисел
Пара (x, у) є розв'язком рівняння Пелля тоді і тільки тоді, коли норма числа {\displaystyle x+y{\sqrt {n}}} у розширенні {\displaystyle \mathbb {Q} ({\sqrt {n}})} поля {\displaystyle \mathbb {Q} } рівна одиниці:
{\displaystyle N(x+y{\sqrt {n}})=(x+y{\sqrt {n}})(x-y{\sqrt {n}})=x^{2}-ny^{2}.}
Зокрема, рішенню відповідає оборотний елемент кільця {\displaystyle Z[{\sqrt {n}}]}. Тому, зважаючи на мультиплікативність норми, розв'язки можна множити і ділити: розв'язкам {\displaystyle (x_{1},y_{1})} і {\displaystyle (x_{2},y_{2})} можна поставити у відповідність розв'язки
{\displaystyle (x_{1}x_{2}+ny_{1}y_{2},x_{1}y_{2}+y_{1}x_{2}),\quad (x_{1}x_{2}-ny_{1}y_{2},-x_{1}y_{2}+y_{1}x_{2}).}

## Приклад
Для рівняння {\displaystyle x^{2}-2y^{2}=1,\,} найменшим додатним розв'язком буде пара чисел {\displaystyle (3,2)\,}. Всі додатні розв'язки відповідно можна одержати за допомогою формули:
{\displaystyle x_{k}+y_{k}{\sqrt {2}}=(3+2{\sqrt {2}})^{k}.}
Якщо {\displaystyle (x,y)\,} — розв'язки, то розв'язками також будуть числа {\displaystyle (3x+4y,2x+3y),\,} які можна визначити як {\displaystyle (3,2)\cdot (x,y)} згідно з уведеним вище добутком.
Дійсно:
{\displaystyle (3x+4y)^{2}-2(2x+3y)^{2}=(9x^{2}+24xy+16y^{2})-2(4x^{2}+12xy+9y^{2})=x^{2}-2y^{2}\,}